# Ngựa Baise
Ngựa Baise (còn được gọi là ngựa Quảng Tây) là một giống ngựa nhỏ có nguồn gốc từ khu tự trị Quảng Tây, ở đông nam Trung Quốc. Giống như các giống châu Á khác (giống ngựa Mông Cổ nói riêng), nó phát triển mạnh ở độ cao lớn và thích tự do lang thang khi không làm việc. Khí hậu ôn hòa của Quảng Tây từ lâu đã ủng hộ việc chăn nuôi ngựa; bức tượng đồng từ thế kỷ thứ ba đến thế kỷ thứ nhất TCN cho thấy những con ngựa thời đó rất giống Baise về cấu tạo.

## Đặc điểm
Ngựa Baise nhỏ, có chiều cao trung bình từ 11 đến 11,2 tay (44 đến 46 inch, 112 đến 117 cm); nó nhỏ hơn các giống khác ở miền bắc và miền tây Trung Quốc. Đầu của nó nặng, với một cấu hình thẳng và hàm rộng; nó có một cổ dài trung bình, chạy xuống vai thẳng. Chân của nó là mạnh mẽ và phát triển tốt, với móng guốc mạnh. Các màu lông thông thường là đen, hạt dẻ, xám và nâu đỏ. Baise là giống ngựa mạnh mẽ và nhanh chóng với một tính tình sẵn sàng. Nó được sử dụng như một con ngựa cưỡi và du lịch, trong trang trại và trong khai thác; nó cũng được sử dụng để sản xuất thịt ngựa.
Ngựa Baise là một phần quan trọng trong cuộc sống làng quê Quảng Tây, và được đưa vào trong lễ kỷ niệm đám cưới truyền thống. Khu bảo tồn tài nguyên di truyền ngựa quốc gia Baise là một khu vực được bảo vệ ở Quảng Tây.